# Oreolalax weigoldi
Oreolalax weigoldi és una espècie d'amfibi que viu a la Xina. Manquen dades sobre el seu estat de conservació, ja que només s'ha estudiat a fons un exemplar capturat a la província de Sichuan. Aquell gripau feia 58 mm de llargada i es creu que habita als rierols i zones humides dels boscos de la regió. La pell és de color marró fosc amb bandes groguenques i d'una textura força rugosa, com altres espècies properes.